# Marian Dmochowski
Marian Antoni Dmochowski (ur. 5 sierpnia 1924 w Warszawie, zm. 1 grudnia 2010 tamże) – polski ekonomista, polityk.

## Życiorys
Należał do PZPR. Od lipca 1962 r. do kwietnia 1973 r. był podsekretarzem stanu w resorcie handlu zagranicznego, a w okresie od 22 grudnia 1968 r. do 1969 r. był kierownikiem tegoż resortu w rządzie Józefa Cyrankiewicza. Od stycznia 1977 r. do stycznia 1983 r. był podsekretarzem stanu w resorcie spraw zagranicznych.
W latach 1973–1977 był ambasadorem Polski w Berlinie, a w latach 1983–1986 był ambasadorem w Bernie.
Zmarł po długiej chorobie 1 grudnia 2010. 15 stycznia 2011 został pochowany na starym cmentarzu na Służewie przy ul. Fosa.

## Odznaczenia
- Krzyż Komandorski Orderu Odrodzenia Polski (1969)[4]
- Złoty Medal "Za zasługi w rozwoju przyjaźni i współpracy z CSRS" (nadany przez Czechosłowackie Towarzystwo ds. Stosunków Międzynarodowych, 1980)[5]